# Branislav Grujić
Branislav Grujić  (Beograd, 14. jul 1961) srpski je privrednik. Grujić je jedan od osnivača i kopredsednik kompanije PSP-FARMAN HOLDING.

## Biografija
Po završetku osnovne i srednje škole u Nemačkoj i u Srbiji, diplomirao je kao inženjer na Mašinskom fakultetu u Beogradu. Govori četiri strana jezika: nemački. engleski, ruski i italijanski.
Grujićeva karijera je počela odmah po diplomiranju, kad je postao jedan od najmlađih asistenata za teorijsku mehaniku u istoriji Univerziteta u Beogradu. Odmah potom, 1992. postaje direktor inženjeringa u Jugodrvu, i ostaje na toj poziciji do 1994. kada odlučuje da ode iz Jugoslavije. Godine 1991, osniva kompaniju „FARMAN ENGINEERING“ kojom kasnije i ostvaruje proboj na rusko tržište. Nova kompanija, „PSP-FARMAN Holding“ nastaje 1997. spajanjem dve investicione i građevinske kompanije, „PSP“ i „FARMAN ENGINEERING“.
PSP-Farman Holding je multinacionalni i multifunkcionalni investicioni holding za nekretnine sa 20 godina rada i sa više od 200 završenih objekata sa ukupno izgrađenih više od 3 miliona kvadratnih metara.
Član je Srpsko poslovnog kluba „Privrednik“, čiji je bio predsednik od 2010-2012. godine.
Kopredsedavajući je Poslovnog saveta Srbija-Rusija pri Privrednoj komori Srbije, kopredsednik je međuvladine organizacije „Russian-Serbian Business Dialogue“ (RSBD), kao i član Udruženja Korporativnih Direktora Srbije.
Grujić je akcionar u Mokrogorskoj školi menadžmenta.
Potpredsednik je UO KK Partizan.

## Humanitarni rad
- 2023. godina, donacija košarkaškom klubu Partizan Mozzart Bet, pomoć za plaćanje poreza.
- 2017. godina, donacija Ruskom Geografskom društvu, pomoć u radu i realizaciji programskih aktivnosti.
- 2017. godina, sponzorstvo teniseru Luki Jablanoviću, na učešću na turnirima u teniskom centru Credito Real Tennis Mexico (Merida).
- 2016. godina, donacija Urgentnom Centru Srbije, odeljenje mikrohirurgije-ortopedija, radovi na adaptaciji bolesničkih soba.
- 2016. godina, donacija Rvačkom klubu Partizan, učešće na Evropskom prvenstvu za seniore.
- 2016. godina, stipendija za školovanje studenta Andreja Avramovića na Pravnom Univerzitetu, Beograd.
- 2016. godina, donacija Srpskoj Akademiji Nauka i Umetnosti (SANU), podržavanje aktivnosti povodom 175 godina postojanja.
- 2016. godina, donacija SPK “PRIVREDNIK”, kupovina alkometara za potrebe doniranja predmeta Ministarstvu unutrašnjih poslova.
- 2015. godina, sponzorstvo Građevinskom Fakultetu za realizaciju programa edukacije srpskih inženjera u Moskvi.
- 2015-2016-2017. godina , pomoć Nikoli Šišoviću obolelom od autizma, za lečenje i terapije u inostranstvu.
- 2015. godina, donacija Fakultetu Primenjenih Umetnosti u Beogradu, pomoć u razvoju osnove nastavnog procesa.
- 2015. godina, sponzorstvo KK Metalac iz Valjeva, podrška košarkaškoj sezoni 2015/2016 na utakmicama ABA Lige.
- 2015. godina, donacija Srpskoj Podružnici Rimskog Kluba, podrška u učešću na godišnjoj konferenciji Rimskog kluba u Švajcarskoj.
- 2015. godina, sponzorstvo Agenciji MEDIA INVENT, Novi Sad, za održavanje Međunarodne konferencije posvećene industrijskom nasleđu.
- 2014. godina, donacija društvu Srpsko-Ruskog prijateljstva, pružanja finansijske pomoći za pokriće dela troškova muzičko-scenskog spektakla „Stojte galije carske“.
- 2014. godina, donacija za pomoć ugroženim i nastradalim u poplavama, Srbija.

## Nagrade i priznanja
- Poslovni čovek godine 2007[6][7][8]
- Biznis lider jugoistočne i srednje Evrope 2010[9]
- Svečana Povelja Privredne komore Beograda za 2006. Godinu[10]
- Priznanje Šampion u biznisu za jugoistočnu i srednju Evropu 2010[11]
- Nagrada Najevropljanin 2011 u oblasti privrede[12]
- Priznanje za izuzetne rezultate u izgradnji privrednog ambijenta 2015[13]